# Eve Best
Pour les articles homonymes, voir Best.
Eve Best, née Emily Best le 31 juillet 1971, à Londres, Angleterre, est une actrice britannique.
Elle est principalement connue pour son rôle du Dr O'Hara dans la série télévisée Nurse Jackie, diffusée sur le réseau américain Showtime de 2009 à 2015.

## Biographie
Eve Best est née le 31 juillet 1971, à Londres, Angleterre.
Elle a étudié à l'université d'Oxford, puis à la Royal Academy of Dramatic Art.

## Filmographie

### Cinéma

#### Longs métrages
- 2011 : Le Discours d'un roi (The King's Speech) de Tom Hooper : Wallis Simpson
- 2014 : Someone You Love de Pernille Fischer Christensen : Kate

#### Courts métrages
- 2001 : Brilliant! de David Jackson : Nina
- 2004 : The Lodge de Max Jacoby : Yuni
- 2016 : The Complete Walk: The Taming of the Shrew de Christopher Haydon : Katherine
- 2023 : Such A Lovely Day de Simon Woods : Annie

### Télévision

#### Séries télévisées
- 2000 : The Bill : Anne
- 2000 : Casualty : Amber Hope
- 2001 : The Infinite Worlds of H. G. Wells : Ellen McGillvray
- 2004 : Meurtres en sommeil (Waking the Dead) : Natasha Bloom
- 2005 : Meurtres à l'anglaise (The Inspector Lynley Mysteries) : Amanda Gibson
- 2006 : Suspect numéro 1 (Prime Suspect) : Linda Philips
- 2006 : Vital Signs : Sarah Cartwright
- 2009 - 2013 : Nurse Jackie : Dr Eleanor O'Hara
- 2010 : American Experience : Dolley Madison
- 2011 : The Shadow Line : Petra Mayler
- 2012 : Up All Night : Yvonne Encanto
- 2014 : The Honourable Woman : Monica Chatwin
- 2014 : Les Nouveaux Mondes (New Worlds) : Angelica Fanshawe
- 2015 : Life in Squares : Vanessa Bell
- 2016 - 2017 : Lucky Man (Stan Lee's Lucky Man) : Anna Clayton
- 2021 - 2022 : Destin : La Saga Winx (Fate: The Winx Saga) : Directrice Farah Dowling
- 2022 - 2024 : House of the Dragon : Rhaenys Targaryen
- 2023 : The Crown : Carole Middleton
- 2023 : Maryland : Rosaline
- 2024 : Dune prophecy : Sonya Harkonnen

#### Téléfilms
- 2002 : Shackleton de Charles Sturridge : Eleanor Shackleton
- 2004 : Face au mensonge (Lie With Me) de Susanna White : Roselyn Tyler
- 2013 : The Challenger Disaster (The Challenger) de James Hawes : Sally Ride

## Voix françaises
- Marjorie Frantz dans (les séries télévisées) :
  - Nurse Jackie
  - The Honourable Woman
  - Lucky Man
  - Destin : La Saga Winx
  - House of the Dragon